# Pink X Gay Video Awards
Pink X Gay Video Awards jsou francouzské ceny v oblasti gay pornografie. Udílí je od roku 2012 společnost Pink X, která je předním distributorem gay filmů ve Francii. Zčásti jsou vítězové vybíráni hlasováním veřejnosti, zčásti odbornou porotou.

## Vítězové a nominovaní

### 2012
Dne 20. srpna 2012 byly vyhlášeny nominace a zahájeno veřejné hlasování, které probíhalo do konce září. Dne 27. října pak byli vyhlášeni vítězové. Nominováni a oceněni byli:
Nejlepší herec (Meilleur acteur)
Stany Falcone za Stany Falcone (Crunchboy)
Nominace: Brent Everett za Some Things Cum Up (Rascal), Spencer Reed za Spencer Reed (Dominic Ford), Stany Falcone za Stany Falcone (Crunchboy), Jessy Dog za Incarceration (Menoboy), Dillon Buck za Getting Ahead in Business (Butch Dixon), John Despe za Incarceration (Menoboy)
Nejlepší aktivní herec (Meilleur actif)
Brent Everett za Take a Load Off (C1R / Rascal)
Nominace: Med za Med, Kiff en sous sol (Citebeur), Jordan Fox za Chaudes vacances avec Jordan Fox (Chrunch Boy), Topher di Maggio za Sports (Dominic Ford), Fred Faurtin za Instinct (Raging Stallion), Brent Everett za Take a Load Off (Rascal), Harry Louis za London Massive 2 (UK Naked Men)
Nejlepší pasivní herec (Meilleur passif)
Léo Helios za Gay House / Le Gang des cagoules (BerryProd)
Nominace: Aymeric Deville za Stockroom (TitanMen), Léo Helios za Gay House (Berry Prod), Ashley Ryder za The London Massive 2 (UK Naked Men), Dylan Hauser za Black Balled 8 (All Worlds), Christopher Saint za Mojave Run (TitanMen), Bob Nesta za Frisbee 2 (Ayor Studios)
Nejlepší nováček (Meilleur new cumer)
Dario Beck za Criminal Intent (TitanMen)
Nominace: Brandon Wilde za Take a load off (Rascal), Dario Beck za Criminal Intent (TitanMen), Fabian Esteban za Gay House (Berry Prod), Kameron Frost za Le Clash (Crunchboy), Kennedy Carter za Splash of the Tight' Uns (UK Naked Men)
Nejlepší režie (Meilleur réalisateur)
Stéphane Berry za Gay House (BerryProd)
Nominace: Ludovic Peltier za Incarceration (Menoboy), Stéphane Berry za Gay House (BerryProd), Chi Chi LaRue za Some Things Cum Up (Rascal), Jonno za Up the Aristocracy (UK Naked Men), Robert Boggs za Frisbee 2 (Ayor Studios), Paul Wilde za Slick Dogs (TitanMen)
Nejlepší párová scéna (Meilleur duo)
Brent Everett & Brandon Wilde v Take A Load Off (C1R / Rascal)
Nominace: Andro DeLuca & Stefan Stewart v The London Massive 2 (UK Naked Men), Brent Everett & Brandon Wilde v Take a load off (Rascal), François Sagat & Viktor Jones v Thrust (TitanMen), Kurt Rogers & Carioca v Up the Aristocracy (UK Naked Men), Sebastian Bonnet & Matt Philipe v Pillow Talk 3 (Bel Ami), Stany Falcone & Jean Franko v Stany Falcone (Crunchboy)
Nejlepší skupinová scéna (Meilleure partouze)
Ashley Ryder & Viktor & Korben David v The London Massive 2 (UK Naked Men)
Nominace: Brent Everett & Luca Rosso & Liam Rosso v Brother Fucker (Rascal), Dylan Hauser ad. v Black Balled 8 (All Worlds), Billy Berlin & Dean Flynn & Tony Buff v Slick Dogs (TitanMen), Adam Russo & Ben Stone & Leo Alarcon & Sean Stavos v Mojave Run (TitanMen), Ashley Ryder & Viktor & Korben David v The London Massive 2 (UK Naked Men)
Nejlepší francouzský film (Meilleur film français)
Incarceration (Menoboy)
Nominace: Incarceration (r. Ludovic Peltier, Menoboy), Gay House (r. Stéphane Berry, Berry Prod), Sexual Network 1 (r. Mr. Burns, MyGayX Productions), Le Gang des cagoules (r. SP, Citebeur), Open Bar (r. Ludovic Peltier, Menoboy)
Nejlepší zahraniční film (Meilleur film étranger)
Slick Dogs (TitanMen)
Nominace: Slick Dogs (r. Paul Wilde, TitanMen), Frisbee 2 (r. Robert Boggs, Ayor Studios), Sports Lads Fuck (r. Andy O'Neill, Fresh SX), Splash of the Tight' Uns (r. Jonno, UK Naked Men), Take a Load Off (r. Chi Chi LaRue, Rascal), Overtime (r. Jett Blakk, Falcon Studios)
Nejlepší amatérský film (Meilleur film amateur)
Chaudes Vacances avec Jordan Fox (Crunchboy)
Nominace: Stany Falcone (r. Jess Royan, Crunchboy), Chaudes vacances avec Jordan Fox (r. Jess Royan, Crunchboy), Le Sperme des debutants 4 (r. HPG, HPG), Backroom de Paris 2 (r. HPG, HPG), Wesh Cousin 8 (r. SP, Citebeur)
Nejlepší reality video (Meilleure TV Réalité)
Vis ma Coloc 2011 (Menoboy)
Nominace: Le Clash (r. Jess Royan, Crunchboy), Vis ma Coloc 2011 (r. Ludovic Peltier, Menoboy), Une Baise presque parfaite 3 (r. Stehane Berry, Berry Prod), Les Naufrages (r. Ludovic Peltier, Menoboy)
Nejlepší etnický film (Meilleur film ethnique)
Souann et ses potes (Citebeur)
Nominace: Cum Fly with Draven (r. Collin O'Neal, World of Men), Black Balled 8 (r. Chi Chi LaRue, All Worlds), Rio Cum Hunters (r. Alexander, Alexander Pictures), Souann et ses potes (r. SP, Citebeur), Blacks and Friends 2 (r. SP, UniversBlack)
[ zpět nahoru ]

### 2013
Hlasování veřejnosti probíhalo od 1. do 30. září 2013, vítězové pak byli vyhlášeni 23. října. Nominováni a oceněni byli:
Nejlepší herec (Meilleur acteur)
Topher Di Maggio za Police Academy Gang Bang (Jet Set Men)
Nominace: François Sagat za Incubus (TitanMen), Jessy Ares za Command Performance (TitanMen), Lucky Daniels za Anthony's Weener (Jet Set Men), Topher Di Maggio za Police Academy Gang Bang (Jet Set Men)
Nejlepší aktivní herec (Meilleur actif)
Paddy O'Brian za Paddy's Toy Box (UK Naked Men)
Nominace: Issac Jones za Real Couples Fuck (Fresh SX), Med za Med in France (Citebeur), Paddy O'Brian za Paddy's Toy Box (UK Naked Men), Samuel O'Toole za Cock Cruisin (Jet Set Men), Trystan Bull za French Connection (Next Door Studios)
Nejlepší pasivní herec (Meilleur passif)
Léo Helios za Le Gang des cagoules 2 (Citebeur)
Nominace: John Magnum za White Hot (Falcon), Kevin Sportwear za Will Helm (Crunchboy), Léo Helios za Le Gang des cagoules 2 (Citebeur), Marcus Mojo / Landon Mycles za Ass and Ladders (Jet Set Men), Tyron Bang za Circonstances X (Out Bang)
Nejlepší nováček (Meilleur new cumer)
Matt Kennedy za Dépucelages d'hétéros 3 (HPG)
Nominace: Angel Rock za Bad Ass Bottoms (Jet Set Men), Jake Bass za Edge of Glory (Cocky Boys), Mason Star za Edge of Glory (Cocky Boys), Matt Kennedy za Dépucelages d'hétéros 3 (HPG)
Nejlepší režie (Meilleur réalisateur)
François Sagat & Brian Mills za Incubus (TitanMen)
Nominace: François Sagat & Brian Mills za Incubus (TitanMen), John Bruno za TSA Stip Down (Jet Set Men), Jonno za Gallic Sex Gods (UK Naked Men), Ludovic Peltier za Le Riad (Menoboy), Robert Boggs za Seduction (Ayor Studios)
Nejlepší párová scéna (Meilleur duo)
Jake Bass & Mason Star v Edge of Glory (Cocky Boys)
Nominace: Anthony Romero & Tyler Torro v Anthony Romero & Tyler Torro (Next Door Studios), Cliff Jensen & Vance Crawford v TSA Strip Down (Jet Set), Jake Bass & Mason Star v Edge of Glory (Cocky Boys), Jess & Eddie Crunch v Jess XXL Provocation (Crunchboy), Rudy Black & Damian Dickey v Rudy's Summer Friends (Ayor Studios), Tate Ryder & Marco Sessions v Ink n'Ass (Fresh SX)
Nejlepší skupinová scéna (Meilleure partouze)
Aurélien Angel & Gaëtan & Juan Perez v Internat pour garçons (BerryProd)
Nominace: Arturo Faustin & Julien & Jeremboy v Les Expériences d'Arturo (Gay French Kiss), Aurélien Angel & Gaëtan & Juan Perez v Internat pour garçons (BerryProd), Dak Ramsey & Steve Cruz & Ricky Sinz & Tober Brandt & Alex Tyler & Logan McCree v Hotter than Hell 2 (Raging Stallion), Liam Russo & Luca Russo & Connor Maguire v Spitting Image: Twin Trouble (All Worlds), Maroud & Marco & Avale tout v Rebeus culs ouverts 2 (HPG)
Nejlepší francouzský film (Meilleur film français)
Le Riad (r. Ludovic Peltier, Menoboy)
Nominace: Dépucelages d'hétéros 3 (r. HPG, HPG), Internat pour garçons (r. Stéphane Berry, BerryProd), Le Riad (r. Ludovic Peltier, Menoboy), Rebeus culs ouverts 2 (r. HPG, HPG)
Nejlepší zahraniční film (Meilleur film étranger)
Incubus (r. François Sagat & Brian Mills, TitanMen)
Nominace: Anthony's Weener (r. Chris Steele, Jet Set Men), Gay Bar or Bust (r. Jonno, UK Naked Men), Incubus (r. François Sagat & Brian Mills, TitanMen), Inner Sanctum (r. Jonno, UK Naked Men), Seduction (r. Robert Boggs, Ayor Studios), TSA Strip Down (r. John Bruno, Jet Set Men)
Nejlepší amatérský film (Meilleur film amateur)
Macho Fucker XXL (r. Jess Royan, Crunchboy)
Nominace: Fin de chantier (r. Christo Ball, Gay French Kiss), Le Gang des cagoules 2 (r. SP, Citebeur), Macho Fucker XXL (r. Jess Royan, Crunchboy), Plans screds en teci (r. Jess Royan, Crunchboy)
Nejlepší etnický film (Meilleur film ethnique)
Med in France (r. SP, Citebeur)
Nominace: Black Leather 3 (r. Rafael Scott, Univers Black), Black Training 3 (r. Rafael Scott, Univers Black), Circonstances X (r. Tyron Bang & Kevin June, Out Bang), Lascars en force (r. SP, Citebeur), Med in France (r. SP, Citebeur)
[ zpět nahoru ]

### 2014
Počátkem září 2014 byly vyhlášeny nominace v obvyklých 11 kategoriích a hlasování veřejnosti bylo naplánováno na období od 8. září do 8. října. Výsledky byly vyhlášeny 25. října téhož roku. Nominováni a oceněni byli:
Nejlepší herec (Meilleur acteur)
Christian Wilde za Wilde Road (NakedSword)
Nominace: François Sagat za Incubus 2 (Titan Men), Brady Jensen za Stalker (NakedSword), Kameron Frost za Indic (Menoboy), Kareem za Indic (Menoboy), Christian Wilde za Wilde Road (NakedSword), Trenton Ducati za Grindhouse (NakedSword)
Nejlepší aktivní herec (Meilleur actif)
Paddy O'Brian za Straight As They Cum (UK Naked Men)
Nominace: Paddy O’Brian za Straight As They Cum (UK Naked Men), Ryan the caillera za Ryan, The caillera (Citebeur), Ken Ten za Studio of Sin (UK Naked Men), Antonio Garcia za Daddy’s Boy (DadsFuckingLads), Christian Wilde za Wilde Road (NakedSword), Jake Bass za King of Hearts (Cockyboys)
Nejlepší pasivní herec (Meilleur passif)
Jeff Stronger za Rigid (Titan Men)
Nominace: Jessie Colter za Men Of The World: Miami (Alphamale Media), Adrian Toledo za Studio of Sin (UK Naked Men), Jeff Stronger za Rigid (Titan Men), Marcus Mojo za The Harder, The Better (Next Door Studios), Jake Bolton za Hairy Butt Bangers (Butch Dixon), Stany Falcone za Fast Friends (Titan Men)
Nejlepší nováček (Meilleur new cummer)
Josh Long za Young and Furry (Dominic Ford)
Nominace: Lyle Boyce za Cottage Boy (Eurocreme), Josh Long za Young and Furry (Dominic Ford), Joey Cooper za The Boy Who Cried DILF (All Words), Julien za 8 en partouze (GFK)
Nejlepší režie (Meilleur réalisateur)
Ludovic Peltier za Indic (Menoboy)
Nominace: Special Reserve (r. Joe Gage, Titan Men), Dominant Daddies (r. Jonno, Butch Dixon), Indic (r. Ludovic Peltier, Menoboy), Snatched (r. Ashley Ryder/Blacky Mendez, Bulldog), Grindhouse (r. Mr. Pam, NakedSword)
Nejlepší párová scéna (Meilleur duo)
Billy Rubens a Dirk Caber v 3. scéně Daddy’s Boy (DadsFuckingLads)
Nominace: David Peter a Michael Laurent v 3. scéně Baise-moi! (Berry Prod), Brady Jensen a Ty Roderick v 4. scéně Stalker (NakedSword), Paulo Massa a Rudy Light v 7. scéně Lascars en force 3 (Citebeur), Kameron Frost a Matt Kennedy v 3. scéně Indic (Menoboy), Matteo Valentine a Ale Tedesco v 3. scéně Hairy Butt Bangers (Butch Dixon), Billy Rubens a Dirk Caber v 3. scéně Daddy’s Boy (DadsFuckingLads)
Nejlepší skupinová scéna (Meilleure partouze)
Ashley Ryder, J.P. Dubois a Leo Cage v 2. scéně The London Massive part 3 (UK Naked Men)
Nominace: Anthony Cruz, Dylan Donovan a Jeremy F. v 3. scéně Jeune et baisable (Berry Prod); Ashley Ryder, J.P. Dubois a Leo Cage v 2. scéně The London Massive part 3 (UK Naked Men); Kyle Quinn, David Anthony a Race Cooper v 2. scéně Special Reserve (Titan Men); Spencer Reed, Hunter Vance, Andrew Blue, Bryce Star, Chris Tyler, Cole Brooks, Evan Mercy a Randy Star v To Fuck a Predator Gang Bang (Jet Set); Tim Loux, Dylan a Fabien Dolko v 1. scéně Indic (Menoboy)
Nejlepší francouzský film (Meilleur film français)
Indic (r. Ludovic Peltier, Menoboy)
Nominace: Une heure de colle (r. Ludovic Peltier, Menoboy), Baise-moi! (r. Stéphane Berry, Berry Prod), Le garçon du lac (r. Stéphane Berry, Berry Prod), Indic (r. Ludovic Peltier, Menoboy), Les nikeurs de Cooper (r. Stéphane, Citebeur)
Nejlepší zahraniční film (Meilleur film étranger)
Stalker (r. Mr. Pam, NakedSword)
Nominace: London Spunked (r. Chi Chi LaRue, All Worlds), Stalker (r. Mr. Pam, NakedSword), The Ultimate Top (r. Chris Steele, Jet Set), Cottage Boy (r. Blacky Mendez, Eurocreme), Studio of Sin (r. Jonno, UK Naked Men), Daddy’s Boy (r. Andy O’Neill, DadsFuckingLads)
Nejlepší amatérský film (Meilleur film amateur)
Devoirs de vacances (r. Christo Ball, GFK)
Nominace: Scottxxx One (r. Scott Sniffs Socks, Scottxxx), Lascars en cave (r. Jess Royan, Crunchboy), Devoirs de vacances (r. Christo Ball, GFK), TED TN acteur et scénariste (r. Christo Ball, GFK), Les plans perso de Fred Sneaker (r. Fred Sneaker, Sketboy)
Nejlepší etnický film (Meilleur film ethnique)
Lascars en force 2 (r. Stéphane, Citebeur)
Nominace: Le jus des lascars (r. HPG, HPG), Black Dream White Cream (r. Chi Chi Larue, All Worlds), Les nikeurs de Cooper (r. Stéphane, Citebeur), Lascars en force 2 (r. Stéphane, Citebeur)
[ zpět nahoru ]

### 2015
Dne 6. září 2015 byly vyhlášeny nominace v tradičních 11 kategoriích a hlasování veřejnosti probíhalo do 10. října. Výsledky byly vyhlášeny 31. října téhož roku. Nominováni a oceněni byli:
Nejlepší herec (Meilleur acteur)
Mike De Marko za Sentenced & Punished (Rascal)
Nominace: Darius Ferdynand za Toy Stories (UK Hot Jocks), Dillon Rossi za Fuck me profondément! (Cocky Boys), Fabio za Les Nikeurs de Marc Humper (Citebeur), Jacob Daniels za Bellboy (Eurocreme), Mike De Marko za Sentenced & Punished (Rascal)
Nejlepší aktivní herec (Meilleur actif)
Colby Keller za Caliente! (Cocky Boys)
Nominace: Colby Keller za Caliente! (Cocky Boys), Jimmy Johnson za P'tits mecs à satisfaire (Dominic Ford), Mathieu Ferhati za Mathieu Ferhati (SketBoy.com), Nathan Hope za Skets Shop Boys (SketBoy.com), Rafael Alencar za 100 % CockyBoys (Cocky Boys)
Nejlepší pasivní herec (Meilleur passif)
Duncan Black za Grosses bites by CockyBoys (Cocky Boys)
Nominace: Camille Kenzo za Tout le monde baise Camille (French Twinks), Duncan Black za Grosses bites by CockyBoys (Cocky Boys), Marc Humper za Suckers (Citebeur), Mike DeMarko za Sentenced & Punished (Rascal), Trelino za Addict (Naked Sword)
Nejlepší nováček (Meilleur new cummer)
Andrea Suarez za Sneaker Sex Fuckers (UK Naked Men)
Nominace: Andrea Suarez za Sneaker Sex Fuckers (UK Naked Men), Camille Kenzo za Mecs virils pour jeunes minets (French Twinks), Mickey Taylor za De Passage (Mecs dé France), Nathan Hope za Skets Shop Boys (SketBoy.com), Théo Ford za Apprentis Porn Stars (Ep 1 z 6) (French Twinks)
Nejlepší režie (Meilleur réalisateur)
Andy O'Neill za Daddy Knows Best (Dads Fucking Lads)
Nominace: Andy O'Neill za Daddy Knows Best (Dads Fucking Lads), Chi Chi LaRue za Sentenced & Punished (Rascal), Chris Steel za America's Next Hot Bottom (Jet Set Men), Jack Jones za The Weekend (Alphamales), Jonno za Big Dick French Adventures (UK Naked Men), Mr Pam za Addict (Naked Sword), Sam Barclay a JP Dubois za Toy Stories (UK Hot Jocks)
Nejlepší párová scéna (Meilleur duo)
Trelino a Christian Wilde v Addict (Naked Sword)
Nominace: Alex Marte a Kris Irons v Grrrr (Butch Dixon), Colby Keller a Seth Santoro v Caliente (Cocky Boys), Gabriel Clark a Jaxon Radoc v Délice de CockyBoys (Cocky Boys), Kai Alexander a Dolan Wolf v Boss VS Twinks (Dads'n'Lads), Tikehau (alias Guillermo) a Mathieu Ferhati v Skets Shop Boys (SketBoy.com), Trelino a Christian Wilde v Addict (Naked Sword)
Nejlepší skupinová scéna (Meilleure partouze)
Yo, Maltos a Le Marseillais v Le bad boy de Marseille (Citebeur)
Nominace: Denix, Gino, Jean, Kader, Léon, Lets Boy… v Weekend très chaud à Paris! (Gay French Kiss); Dolan Wolf, Bruno Fox a Rich Kelly v Check Mate (Alphamales); Leo Forte, Drew Sebastian a Max Cameron v Addict (Naked Sword); Tommy Defendi, Duncan Black a Darius Ferdynand v Massive New York Cocks (Cocky Boys); Yo, Maltos a Le Marseillais v Le bad boy de Marseille (Citebeur)
Nejlepší francouzský film (Meilleur film français)
Tout le monde baise Camille (r. Antoine Lebel a Jérôme Bondurand, French Twinks)
Nominace: De Passage (r. Stéphane Berry, Mecs dé France), Les Grimpeurs (r. Ludovic Peltier, Menoboy), Skets Shop Boys (r. Fred Sneaker, SketBoy.com), Suckers (r. Ridley Dovarez, RD), Tout le monde baise Camille (r. Antoine Lebel a Jérôme Bondurand, French Twinks)
Nejlepší zahraniční film (Meilleur film étranger)
Sentenced & Punished (r. Chi Chi LaRue, Rascal)
Nominace: Addict (r. Mr Pam, Naked Sword), Broken (r. Ashley Ryder, Bulldog), Daddy Knows Best (r. Andy O'Neill, Dads Fucking Lads), Frat House Cream (r. Mr Pam, Naked Sword), Jake Bass et ses amants (r. Jake Jaxson, Cocky Boys), Sentenced & Punished (r. Chi Chi LaRue, Rascal)
Nejlepší amatérský film (Meilleur film amateur)
Week-end très chaud à Paris! (r. Christo Ball, Gay French Kiss)
Nominace: 7 trous à jus (r. HPG, HPG), Anthony Cruz : ses plans directs TTBM (r. Anthony Cruz, AirmaxSex), Pornstars (r. Jess Royan, Crunch Boy), Soirée Pizza (r. Steevy Morisson, Le petit gay), Week-end très chaud à Paris! (r. Christo Ball, Gay French Kiss)
Nejlepší etnický film (Meilleur film ethnique)
Bites de Black pour culs blancs (r. Dominic Ford, Dominic Ford)
Nominace: Bites de Black pour culs blancs (r. Dominic Ford, Dominic Ford), Cuban XL Cocks (r. Collin O'Neal, Jet Set Men), Les Nikeurs de Marc Humper (r. Stéphane, Citebeur), Serial Sneaker #6 (r. Fred Sneaker, SketBoy.com), Walid le Zobeur (r. Stéphane, Citebeur)
[ zpět nahoru ]

### 2016
Dne 12. září 2016 byly vyhlášeny nominace v tradičních 11 kategoriích a hlasování veřejnosti probíhalo do 12. října. Výsledky pak byly vyhlášeny 29. října v pařížském Gibus Clubu. Nominováni a oceněni byli:
Nejlepší herec (Meilleur acteur)
Brent Corrigan za Vegas Hustle (NakedSword)
Nominace: Rocco Steele za Daddy Issues (Rascal Video / C1R), Brent Corrigan za Vegas Hustle (NakedSword), Jordan Fox za Les patients du docteur Fox (FrenchTwinks), Théo Ford za I, Spy (Alphamales), Matt Kennedy za Agents X (Ridley Dovarez), Guillermo Cruz za Agents X (Ridley Dovarez)
Nejlepší aktivní herec (Meilleur actif)
Gabriel Clark za The Amazing CockyBoys (CockyBoys)
Nominace: Enzo Rimenez za Légendes du X (CrunchBoy), Delta Kobra za Topher ! (Menoboy), Rocco Steele za Stuffed (Bulldog), Kayden Gray za Daddy’s Orgy (DadsFuckingLads), Gabriel Clark za The Amazing CockyBoys (CockyBoys), Nathan Hope za Be My Fuck Toy (Spritzz)
Nejlepší pasivní herec (Meilleur passif)
JP Dubois za Hooded (UKHotJocks)
Nominace: Billy Santoro za My Doctor Rocks (Hot House), Camille Kenzo za Camille Kenzo aux USA (FrenchTwinks), Ricky Roman za The Amazing CockyBoys (CockyBoys), Mickey Taylor za XXL Hammered (Spritzz), Yo za Yo abusé et enchanté (Citébeur), JP Dubois za Hooded (HardGear / UKHotJocks)
Nejlepší nováček (Meilleur new cummer)
Adam Ramzy za # Workout (NakedSword)
Nominace: Adam Ramzy za # Workout (NakedSword), Frank Valencia za Bear Essentials (ButchDixon), Nick North za Hard Labour (Alphamales), Brute Club za Slammed (Bulldog), Logan Moore za Stuffed (Bulldog), Juliano za Juliano et ses potes (Citébeur)
Nejlepší režie (Meilleur réalisateur)
Antoine Lebel a Jérôme Bondurand za Minets au camping (FrenchTwinks)
Nominace: Martial Amaury za Amours Suprêmes: D’or et de lumière #2 (Comme des Anges), Mr Pam za Vegas Hustle (NakedSword), Dominic Ford za Baiseurs d’eXception (Dominic Ford), Antoine Lebet a Jérôme Bondurand za Minets au camping (FrenchTwinks), Ettore Tosi za The Men I Wanted #2 (Lucas Kazan), JP Dubois a Sam Barclay za Hooded (HardGear / UKHotJocks)
Nejlepší párová scéna (Meilleur duo)
Kayden Gray a Danny Montero v Slammed (Bulldog)
Nominace: Rafael Alencar a Marcus Isaacs v The Pack (NakedSword), Damien Crosse a Logan Vaughn v Baiseurs d’eXception (Dominic Ford), Camille Kenzo a Théo Ford v Camille Kenzo aux USA (FrenchTwinks), Issac Jones a Bruno Knight v Circus of Sex (UKNakedMen), Kayden Gray a Danny Montero v Slammed (Bulldog), Mack Manus a Kevin Ass v Lifeguard (Ridley Dovarez)
Nejlepší skupinová scéna (Meilleure partouze)
Sebastian Kross, Derek Atlas, David Benjamin, Dario Beck v Clusterfuck #1 (Raging Stallion)
Nominace: Brian Jovovich, Connor Maguire, Marcel Gassion, Rick Lautner, Tim Campbell v Dirty Rascals (NakedSword); Sebastian Kross, Derek Atlas, David Benjamin, Dario Beck v Clusterfuck #1 (Raging Stallion Studios); Guillaume Wayne, Thomas Holly, Théo Ford, Jérôme James v Brochettes de minets pour mâles affamés (FrenchTwinks); Bruno Bernal, Craig Daniel, Marco DuVaul, Drew Kingston, Mickey Taylor v Ruined (Bulldog); Dany Montero, Matthew Anders, Kayden Gray, Ross Drake, Lyle Boyce, Cory Prince v Daddy’s Orgy (DadsFuckingLads); Dan Broughton, Mickey Taylor, Guillaume Wayne v XXL Hammered (Spritzz)
Nejlepší francouzský film (Meilleur film français)
Agents X (Ridley Dovarez)
Nominace: Amours Suprêmes: D’or et de lumière #2 (Comme des Anges), Minets au camping (FrenchTwinks), Paisirs cachés d’Orient – Part 1 & 2 (Menoboy), Nathan Hope: Sexy et vicieux (Citébeur), Agents X (Ridley Dovarez), Lifeguard (Ridley Dovarez)
Nejlepší zahraniční film (Meilleur film étranger)
The Amazing CockyBoys (CockyBoys)
Nominace: Dirty Rascals (NakedSword), Clusterfuck #1 (Raging Stallion Studios), Baiseurs d’eXception (Dominic Ford), The Amazing CockyBoys (CockyBoys), Twinks on Top (Phoenixx), Hooded (HardGear / UKHotJocks)
Nejlepší amatérský film (Meilleur film amateur)
À deux dans mon cul (HPG)
Nominace: Gros calibres pour minets (AirMaxSex), Les vices de Waikix (CrunchBoy), Couilles à vider (CrunchBoy), Ils se font défoncer (CrunchBoy), Men of Montréal #1 (MenOfMontréal), À deux dans mon cul (HPG)
Nejlepší etnický film (Meilleur film ethnique)
Malik et ses potes (Citébeur)
Nominace: Phat Dick Fitness (NextDoorEbony), Juliano et ses potes (Citébeur), Malik et ses potes (Citébeur), Matos de blackoss #7: Le kiff des keblas (UniversBlack), Quartier chaud #4 (Citébeur), Quartier chaud #5 (Citébeur)
[ zpět nahoru ]